# 帕拉韋角

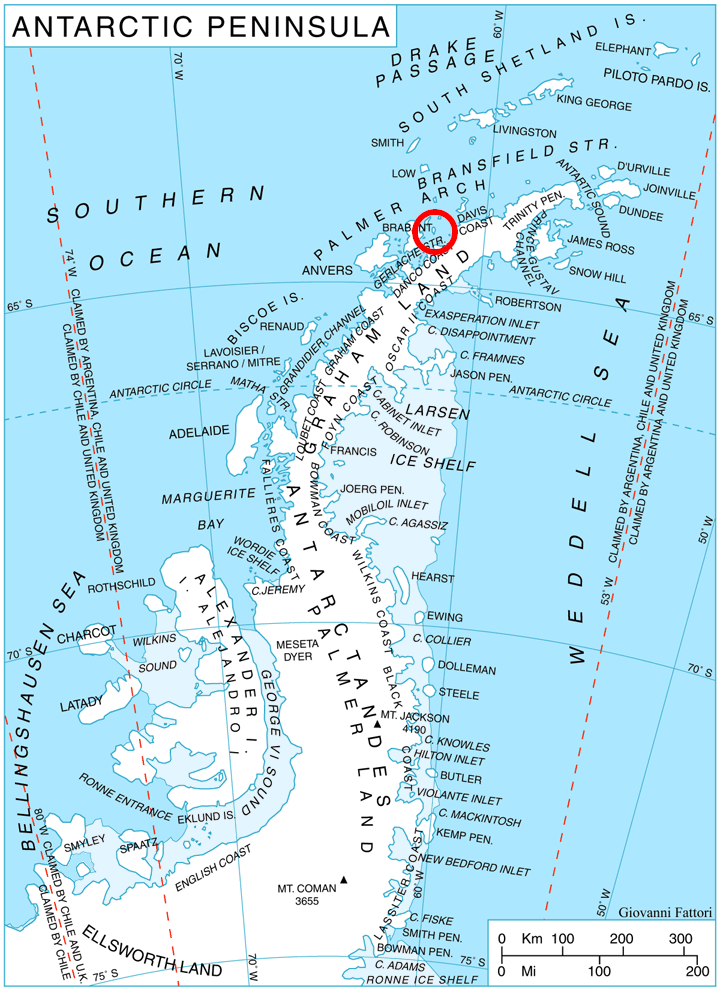

帕拉韋角（英語：Palaver Point）是南極洲的海岬，位於帕默群島的圖哈默克島西部，處於韋伊卡角西北面5.07公里，由英國研究隊拍攝照片，現時由南極條約體系管理。